# Rio Vègre
Vègre é um rio de 82.7 km de extensão localizado na França no Sarthe départment (Departamento de Sarthe), oeste francês.

## Comunidades ao longo do rio
Lista ordenada da nascente à foz: Rouessé-Vassé, Rouez-en-Champagne, Tennie, Neuvy-en-Champagne, Bernay-en-Champagne, Ruillé-en-Champagne, Épineu-le-Chevreuil, Chassillé, Loué, Mareil-en-Champagne, Brûlon, Saint-Ouen-en-Champagne, Chevillé, Avessé, Poillé-sur-Vègre, Fontenay-sur-Vègre, Asnières-sur-Vègre, Juigné-sur-Sarthe, Avoise